# Quận Santa Cruz, California
Quận Santa Cruz là một quận nằm ở bên bờ Thái Bình Dương của tiểu bang California, phía nam của vùng vịnh San Francisco. Quận này tạo thành bờ biển phía bắc của vịnh Monterey. (Quận Monterey tạo thành bờ biển nam). Dân số năm 2006 là 249.705 người. Quận lỵ là Santa Cruz. Quận Santa Cruz là một thành viên của một cơ quan chính quyền, Hiệp hội các chính quyền vùng vịnh Monterey (Association of Monterey Bay Area Governments).

## Lịch sử
Quận Santa Cruz là một trong những quận ban đầu của California, được thành lập năm 1850 vào thời điểm thành lập bang.
Sơ khai, quận được đặt tên là "Branciforte" sau khi người Tây Ban Nha tìm thấy thổ dân da đỏ ở đây năm 1797; con kênh lớn của cùng, Branciforte là khởi nguồn cái tên này. Gần hai tháng sau, quận lại được đổi thành "Santa Cruz" ("Thánh giá"). Toà thánh Santa Cruz xây dựngnăm 1791 và hoàn thành năm 1794, bị động đất phá huỷ năm 1857, nhưng một mô hình thu nhỏ đã được dựng lại vào năm 1931.

## Địa lý
Theo Cục thống kê dân số Hoa Kỳ, quận có tổng diện tích 1.573 km² (607 mi²). 1.153 km² (445 mi²) là mặt đất và 419 km² (162 mi²) (26,67%) là nước. Trong các quận của California, chỉ có San Francisco là cấp quận nhỏ hơn về diện tích.